# Theodore von Rommel
Theodore von Rommel (* 31. Mai 1870 in Mainz; † 2. Dezember 1950 in Tutzing; Geburtsname: Theodore Wilhelmine Christiane Kirsch) war eine deutsche Schriftstellerin. Sie veröffentlichte auch unter den Pseudonymen  J. v. Goldmar, Jan von Goldmar, Jon v. Goldmar, Manas, Th. von Rom, Thé von Rom, Thea von Rommel, Theodor Rommel, Theodor von Rommel und Romulus.

## Leben
Theodore von Rommel war die Tochter des Medizinalrates Eduard Kirsch.
Sie besuchte die Schule in Leipzig und war anschließend zwei Jahre lang Zögling eines Pensionats in Neuenhain. Ab 1888 lieferte sie literarische Beiträge für Zeitungen und Zeitschriften. 1893 heiratete sie einen adligen Offizier; das Ehepaar wechselte mehrfach den Wohnsitz und hielt sich u. a. in Aachen, Dieuze/Lothringen und im schlesischen Glatz auf. Nach dem Zweiten Weltkrieg lebte Theodore von Rommel in Tutzing am Starnberger See.
Theodore von Rommels literarisches Werk besteht aus Romanen, Erzählungen, Gedichten, Theaterstücken und Kinderbüchern.
Ihre Tochter Eleonore von Rommel war eine renommierte Bildhauerin, Glasgestalterin und Autorin von kunstgewerblichen Aufsätzen.

## Werke (Auswahl)
- Kleingeld der Phantasie, Leipzig [u. a.] 1900 (unter dem Namen Thé von Rom)
- Heinz Arnold’s Frauen, Berlin 1901 (unter dem Namen Thé v. Rom)
- Man lebt so hin …, Stuttgart 1902 (unter dem Namen Thé v. Rom)
- Ist es das Herz?, Leipzig 1903 (unter dem Namen Jon v. Goldmar)
- Eine Leidenschaft, Berlin [u. a.] 1903 (unter dem Namen Jon v. Goldmar)
- Der „neue Mann“, Berlin 1903 (unter dem Namen Jon v. Goldmar)
- Die Dame mit dem Totenkopf, Reutlingen 1910 (unter dem Namen Thé von Rom)
- Unser Buch, Magdeburg-N. 1912
- Freie Menschen, Reutlingen 1913 (unter dem Namen Thé v. Rom)
- Zwischen Himmel und Erde, Neurode [u. a.] 1913 (unter dem Namen J. v. Goldmar)
- Balladen und Lebensklänge, Berlin 1914
- Rosen am Gewehr!, Braunschweig 1916
- Ein Zerrbild Gottes, Berlin 1918
- Es lebe das Brautpaar!, Leipzig 1928
- Das fröhliche Glückswunschbuch, Leipzig 1928
- Helmine Foucheur, der Page des Königs Jerôme, Heidenau bei Dresden 1928 (unter dem Namen Thé von Rom)
- Margarethe von der Saal, die Linke Landgräfin, Heidenau b. Dresden 1928 (unter dem Namen Thé von Rom)
- Vittoria Accoramboni, das Opfer ihrer Schönheit, Heidenau b. Dresden 1928 (unter dem Namen Jan von Goldmar)
- Der Anfang vom Ende, Werdau 1929 (unter dem Namen Thea von Rommel)
- Sarah, die schöne Augenärztin, Heidenau b. Dresden 1929 (unter dem Namen Thé von Rom)
- Yugao, der zärtliche Abendschein, die japanische Liebesblüte, Heidenau b. Dresden 1929 (unter dem Namen Thé von Rom)
- Laura Canova, die Geliebte des Goldmachers Bragadino, Heidenau bei Dresden 1930 (unter dem Namen Thé von Rom)
- Das lauschende Klavier, Reutlingen 1930 (unter dem Namen Thé von Rom)
- Die Tür zum Höllenparadies, Werda i.S. 1930 (unter dem Namen Thea von Rommel)
- Die lachende Lotos, Heidenau 1931 (unter dem Namen Thé von Rom)
- Das Mädel aus der andern Welt, Heidenau 1931 (unter dem Namen Thé von Rom)
- Eine selbständige Frau, Reutlingen 1931 (unter dem Namen Thé von Rom)
- Zwei Welten, Reutlingen 1931 (unter dem Namen Thé von Rom)
- Zweimal vermählt, Heidenau 1931 (unter dem Namen J. von Goldmar)
- Fräulein Kapitän, Heidenau 1932 (unter dem Namen Thé von Rom)
- Jugend in Wellen, Heidenau 1932 (unter dem Namen J. von Goldmar)
- Mit Notizblock und Kamera, Heidenau 1932 (unter dem Namen Thea Rommel)
- Mutti wird verheiratet, Heidenau 1932 (unter dem Namen J. von Goldmar)
- Die Seele der Firma, Heidenau 1932 (unter dem Namen Thea von Rommel)
- Venus am laufenden Band, Heidenau 1932 (unter dem Namen J. von Goldmar)
- Der Weg einer Tänzerin, Heidenau 1932 (unter dem Namen J. von Goldmar)
- Kontoauszug des Herzens, Heidenau 1933 (unter dem Namen Thé von Rom)
- Töchter von heute, Reutlingen 1933 (unter dem Namen Thé von Rom)
- Der Nonnenkrieg von Kloster Medingen, Uelzen 1934
- Tabak und Film, Heidenau 1934 (unter dem Namen Thea von Rommel)
- Endlich, Johanna!, Heidenau 1936 (unter dem Namen Thea von Rommel)
- Josy’s Schutzehe, Berlin 1937
- Mechthild spielt Theater, Berlin 1939
- Drei Mädels und ein Mann, Berlin 1940
- Nicht jeder kann Sieger sein, Berlin 1940
- Gefühlsgrenzen, Berlin-Halensee 1941
- Die Grünewald-Madonna, Berlin 1941
- Verdunklung, Berlin-Halensee 1941
- Singende Zeiten, Berlin-Halensee 1942
- Verschneiter Hang, Leipzig 1942
- Die Vier in der Einöd, Budweis [u. a.] 1942 (unter dem Namen Theodor von Rommel)
- Hochzeitsreise am Rhein, Budweis [u. a.] 1943 (unter dem Namen Theodor von Rommel)
- Das liegengebliebene Ich, Budweis 1943 (unter dem Namen Theodor von Rommel)
- Die rote Limousine, Budweis [u. a.] 1944 (unter dem Namen Theodor von Rommel)
- Um das Erbe, Prag [u. a.] 1944
- Die Ehen der Elena Durante, München 1950 (unter dem Namen Th. von Rom)
- Lilian und der Schurke, Augsburg 1951 (unter dem Namen Th. von Rom)
- Die Verlobungsjacht, Koblenz 1953 (unter dem Namen Theodor Rommel)